# De sollicitante
De sollicitante is een hoorspel van James Broom Lynne. The Applicant werd op 21 december 1967 door de BBC uitgezonden. F.A. Poggenbeek vertaalde het en de AVRO zond het op donderdag 26 februari 1970 uit als tweede van een Tweeluik, voorafgegaan door De gouden marathon. De regisseur was Dick van Putten. Het hoorspel duurde 24 minuten.

## Rolbezetting
- Frans Somers (de man)
- Maroesja Lacunes (het eerste meisje)
- Gerrie Mantel (het tweede meisje)
- Hans Karsenbarg (de inleider)

## Inhoud
In dit spel heeft de auteur een "super”-wereld gecreëerd van verfijnde techniek en nimmer aflatende computers, waarin evenwel geen plaats meer is voor geluk, naastenliefde en wederzijds begrip. Een angstwekkende en verbijsterende wereld, waarin motto’s als “Geen enkel onrecht kan ooit worden goedgemaakt” en “Val en blijf liggen” leidraad zijn in een van de kleinere kantoren van een modern zakencentrum, waar een meisje komt solliciteren….